# IC 3502
IC 3502 ist eine Spiralgalaxie vom Hubble-Typ Sd? im Sternbild Coma Berenices am Nordsternhimmel. Sie ist schätzungsweise 319 Millionen Lichtjahre von der Milchstraße entfernt.
Das Objekt wurde am 23. März 1903 von Max Wolf entdeckt.